# Love Walks In
"Love Walks In" é o quinto single do álbum 5150, lançado pela banda de hard rock Van Halen, em 1986. A canção se tornou um dos maiores sucessos do álbum, entrando no Top 30 da Billboard Hot 100, na posição #22, e também chegando a posição #4 no Mainstream Rock Tracks.

## Faixas
7" Single
| N.º | Título          | Duração |  |
| 1.  | "Love Walks In" | 4:24    |  |
| 2.  | "Summer Nights" | 5:04    |  |

## Desempenho nas paradas musicais
| Parada musical (1986)                             | Melhor posição |
| ------------------------------------------------- | -------------- |
| Canadá (RPM 100 Singles)                          | 65             |
| Estados Unidos (Billboard Hot 100)                | 22             |
| Estados Unidos (Billboard Mainstream Rock Tracks) | 4              |